# Elezioni presidenziali in Iran del 1997
Le elezioni presidenziali in Iran del 1997 si sono tenute il 23 maggio. Esse hanno visto la vittoria di Mohammad Khatami del Società dei Chierici Militanti, che ha sconfitto Ali Akbar Nategh-Nouri dell'Associazione dei Chierici Militanti.

## Elezioni
| Mohammad Khatami       | Società dei Chierici Militanti                          | 20 078 187 | 69,63 |  |  |  |  |  |
| Ali Akbar Nategh-Nouri | Associazione dei Chierici Militanti                     | 7 242 859  | 25,12 |  |  |  |  |  |
| Reza Zavarei           | Indipendente                                            | 771 460    | 2,68  |  |  |  |  |  |
| Mohammad Reyshahri     | Associazione per la difesa dei valori della Rivoluzione | 742 598    | 2,58  |  |  |  |  |  |
| Totale                 | Totale                                                  | 28 835 104 | 100   |  |  |  |  |  |
|                        |                                                         |            |       |  |  |  |  |  |
| Voti non validi        | Voti non validi                                         | 231 996    | 0,80  |  |  |  |  |  |
| Votanti                | Votanti                                                 | 29 067 100 |       |  |  |  |  |  |

- La fonte riporta, per i voti non validi, un dato incoerente coi votanti (240.996 voti).